# Алиев, Эльмир Тариел
Эльмир Тариел Алиев (род. 6 марта 1981, Кировабад) — российский и азербайджанский спортсмен, тренер высшей категории по кикбоксингу, спортивный судья всероссийской категории по кикбоксингу. Чемпион Мира по кикбоксингу (WPKA), Победитель Кубка Мира и Европы по кикбоксингу (WAKO), 4-х кратный финалист Кубка Мира по кикбоксингу (WAKO), 5-й Чемпион турниров по кикбоксингу. Участник всероссийских и международных соревнований. Исполнительный директор Московского областного регионального отделения «Федерация кикбоксинга России». Заслуженный мастер спорта Республики Азербайджан.

## Биография
Родился 6 марта 1981 года в Кировабаде Республики Азербайджан. Поступил в среднюю образовательную школу № 17 в 1988 году, которую окончил в 1998 году у себя на родине. Затем поступил учиться в Азербайджанский Международный Университет на факультет «Государство и муниципальное управление», степень бакалавр (1998—2002). Также Алиев имеет педагогическое образование в Южно-Уральском Государственном Университете, степень магистр (2021—2023). Является исполнительным директором Московского областного регионального отделения «Федерация кикбоксинга России».

## Звания и награды

### Звания
- Заслуженный мастер спорта Республики Азербайджан.

### Достижения
- Чемпион мира по кикбоксингу (WPKA).
- Победитель Кубка Мира и Европы по кикбоксингу (WAKO).
- 4-х кратный финалист Кубка Мира по кикбоксингу (WAKO).
- Финалист Чемпионата мира по восточному боевому единоборству.
- Победитель Кубка Мира по восточному боевому единоборству.
- 5-кратный победитель международных турниров по кикбоксингу.

### Награды
- Знак отличия Министерства физической культуры и спорта Московской области «Спортивная доблесть» III степени[6].
- Знак отличия Министерства физической культуры и спорта Московской области «Спортивная доблесть» II степени.
- Знак Московской областной Думы «За труды»